# Park Sun-ju
Park Sun-ju (tiếng Hàn: 박선주; sinh ngày 26 tháng 3 năm 1993) là một cầu thủ bóng đá Hàn Quốc thi đấu ở vị trí hậu vệ cho Gangwon FC. Anh trai của anh Park Sun-yong cũng là một cầu thủ bóng đá.

## Sự nghiệp
Anh gia nhập Pohang Steelers trước khi mùa giải 2013 khởi tranh.